# Monumento a la Democracia
El Monumento a la Democracia (en tailandés: อนุสาวรีย์ประชาธิปไตย) es un monumento público en el centro de la ciudad de Bangkok, la capital del país asiático de Tailandia. Ocupa una rotonda en la amplia carretera Ratchadamnoen Klang, en la intersección de la carretera Dinso. El monumento está más o menos a medio camino entre Sanam Luang, el antiguo crematorio real en frente de Wat Phra Kaew, y el templo del Monte Dorado (Phu Kao Thong).
El monumento fue encargado en 1939 para conmemorar el golpe de Estado siamés de 1932 (también llamado "Revolución siamesa de 1932", o simplemente Revolución de 1932), que dio lugar al establecimiento de una monarquía constitucional.